# Universidade de Castela-Mancha
A Universidade de Castela-Mancha (em castelhano: Universidad de Castilla-La Mancha) é uma universidade pública espanhola, com campus nas cidades de Albacete, Cuenca, Cidade Real e Toledo, na Espanha.
Foi fundada em 1982, iniciando seu primeiro ano acadêmico em 1985, integrando os diferentes centros universitários que existiam até então. Atualmente conta com 30.000 alunos e 2.300 professores, oferecendo mais de 50 diferentes cursos de graduação e mais de 100 pós-graduações em todas as áreas do conhecimento.

## História

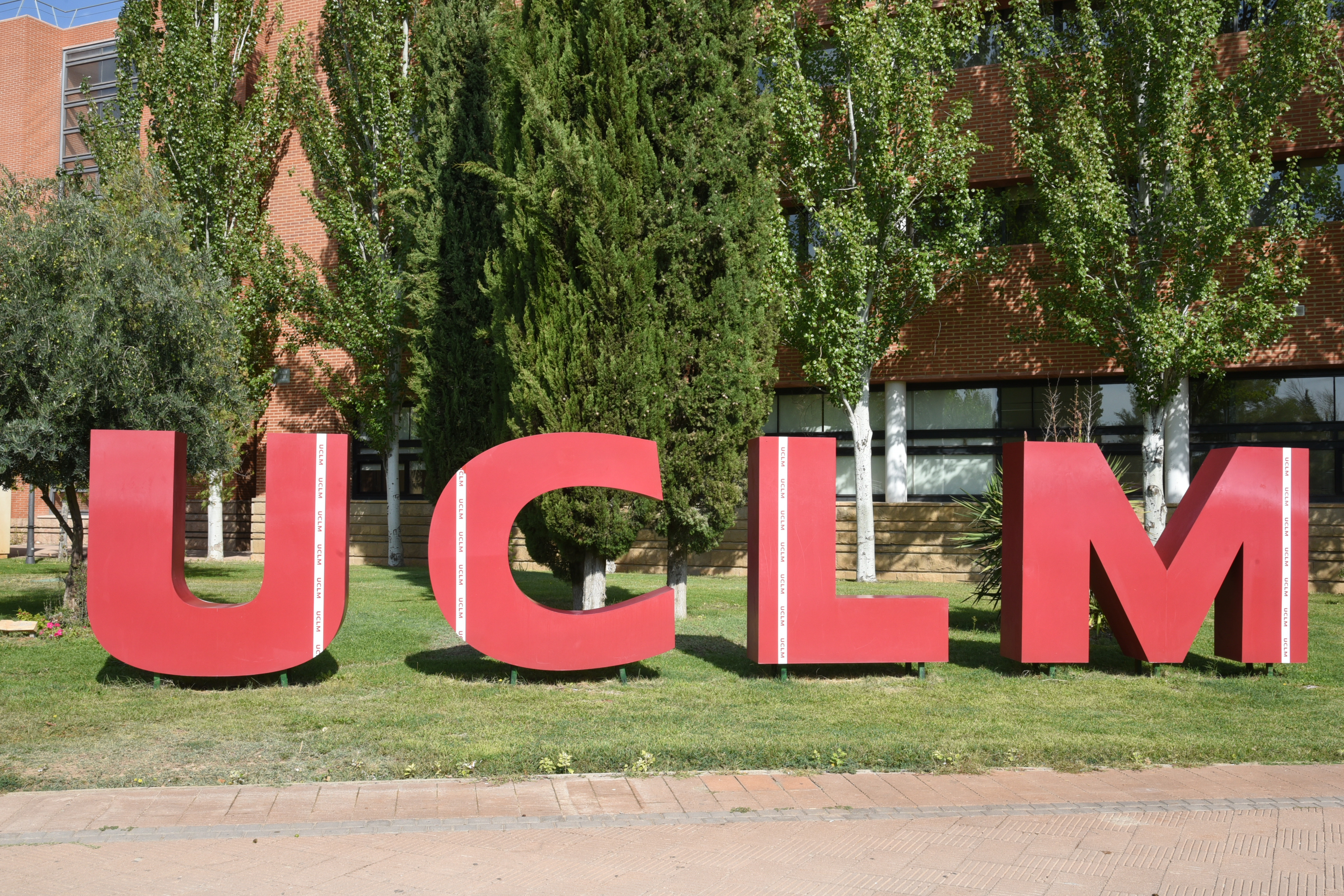
Siglas da Universidade de Castilla-La Mancha

Embora sua criação formal remonte a 1982, é em outubro de 1985, quando ocorre o nascimento efetivo da Universidade de Castilla-La Mancha. A sua implementação representou a vocação da Comunidade Autónoma de adquirir o seu próprio sistema universitário, ao serviço dos quase dois milhões de cidadãos instalados nos 80.000 km² do seu território. Universidade então chamado castelhano-manchega foi criado pela Lei de 30 de junho de 1982, que entrou em vigor em 1985, por decreto real pelo qual novos centros foram criados e integrados nos novos existentes universitários.
Embora historicamente houve várias instituições de ensino superior no que é hoje o território da Comunidade Autónoma de Castilla-La Mancha, assim como a Universidade Real e Pontifícia de Nossa Senhora do Rosário de Almagro, criado em 1550 e abolido em 1807; a Universidade de San Antonio Portaceli, de Sigüenza, onde os diplomas acadêmicos poderiam ser obtidos a partir de 1489, transformados em uma escola adicional à Universidade de Alcalá em 1824 e encerrada em 1837; e, acima de tudo, a Universidade Real e Pontifícia de Santa Catalina, de Toledo, criada em 1485 e convertida em 1845 em uma escola secundária. Anteriormente, a partir de 1172 aparecem na Cidade Imperial as escolas "Catedral" de origem da histórica Escola de Tradutores, que hoje tem uma vida renovada.
Com a criação da Universidade de Castilla-La Mancha são integrados em uma única instituição universidades diferentes existentes na região que até então dependiam de diferentes universidades: Complutense e Politécnica de Madrid, os de Ciudad Real e Toledo; Autónoma de Madri, as de Cuenca; e Múrcia, os de Albacete. A estes centros serão acrescentados posteriormente faculdades e escolas de nova criação para configurar o que é hoje a Universidade de Castilla-La Mancha. Em 1982, o professor Javier de Cárdenas e Chávarri foi nomeado presidente do Comitê de Gestão responsável pelo lançamento da Universidade de Castilla-La Mancha. Um ano depois, e até 1988, essa posição seria preenchida pelo professor Isidro Ramos Salavert, atualmente reitor honorário da Universidade de Castilla-La Mancha.
Durante 1995, o Conselho de Representantes Estudantis da UCLM (CRE) foi criado por aprovação do Conselho de Governo, cujo primeiro presidente foi Luis Cabeza. A partir de hoje, esta organização continua a ser o representante oficial dos mais de 30.000 estudantes da UCLM. Entre suas atividades, destacam-se as 15 edições da Semana Cultural de Estudantes, juntamente com o "Big Day" (Intercampus) Campanhas Brinquedos Natal Solidário, e participação ativa na criação do Conselho de Estudantes Universitários do Estado (CEUNE) .3
No claustro realizada em 17 de março de 1988 em Ciudad Real, é eleito como o primeiro reitor do Professor UCLM de Direito Penal e até então decano da Faculdade de Direito de Albacete, Luis Arroyo Zapatero, que seria reeleito em 1991, 1995 e 1999. em 2003, ele foi eleito para suceder professor de físico-Química Atazar Ernesto Martinez, que permanecerá no cargo até dezembro de 2011, a data em que foi proclamada a atual reitor, professor de direito Financeiro e Tributário Miguel Angel Collado Yurrita.

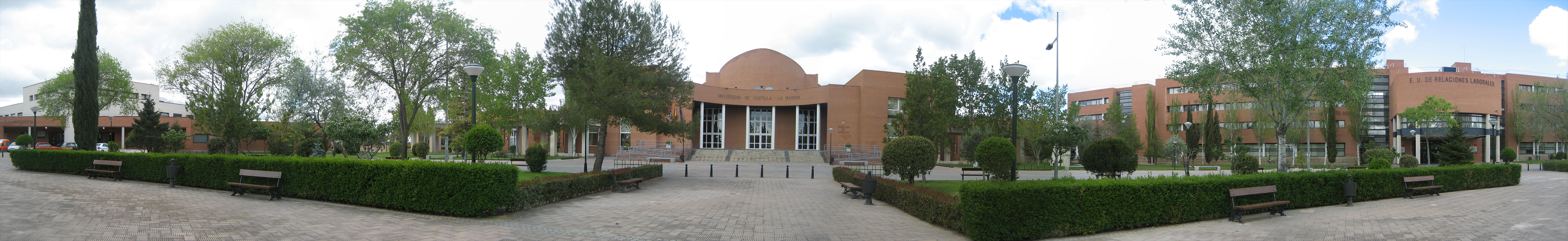
Vista panorâmica da Plaza de la Universidad da Cidade Universitária de Albacete, um dos campus de Albacete